# Liste de chapelles catholiques à Paris
La liste de chapelles catholiques à Paris recense les chapelles de culte catholique dépendant de l'archidiocèse de Paris et situées sur le territoire de la commune de Paris.
Il est fait état des diverses protections dont elles peuvent bénéficier, et notamment les inscriptions et classements au titre des monuments historiques.

## Liste
| Chapelle                                                                         | Commune                     | Adresse | Coordonnées                      | Notice         | Protection                                     | Date        | Illustration                                                                     |
| -------------------------------------------------------------------------------- | --------------------------- | ------- | -------------------------------- | -------------- | ---------------------------------------------- | ----------- | -------------------------------------------------------------------------------- |
| Chapelle de l'hôpital Lariboisière                                               | 10e arrondissement de Paris |         | 48° 53′ 00″ nord, 2° 21′ 11″ est |                |                                                |             | Chapelle de l'hôpital Lariboisière                                               |
| Chapelle de l'hôpital Saint-Louis                                                | 10e arrondissement de Paris |         | 48° 52′ 27″ nord, 2° 21′ 58″ est |                |                                                |             | Chapelle de l'hôpital Saint-Louis                                                |
| Chapelle de l'hôpital Saint-Lazare de Paris                                      | 10e arrondissement de Paris |         | 48° 52′ 32″ nord, 2° 21′ 15″ est |                |                                                |             | Chapelle de l'hôpital Saint-Lazare de Paris                                      |
| Chapelle du couvent des Recollets de Paris                                       | 10e arrondissement de Paris |         | 48° 52′ 31″ nord, 2° 21′ 38″ est |                |                                                |             | Chapelle du couvent des Recollets de Paris                                       |
| Chapelle Notre-Dame-des-Malades de Paris                                         | 10e arrondissement de Paris |         | 48° 52′ 56″ nord, 2° 21′ 40″ est |                |                                                |             | Image manquante Téléverser                                                       |
| Chapelle Notre-Dame-du-Faubourg                                                  | 11e arrondissement de Paris |         | 48° 51′ 12″ nord, 2° 22′ 53″ est |                |                                                |             | Image manquante Téléverser                                                       |
| Chapelle Notre-Dame-de-la-Paix de Picpus                                         | 12e arrondissement de Paris |         | 48° 50′ 39″ nord, 2° 23′ 50″ est |                |                                                |             | Chapelle Notre-Dame-de-la-Paix de Picpus                                         |
| Chapelle de l'hospice Saint-Michel                                               | 12e arrondissement de Paris |         | 48° 50′ 41″ nord, 2° 24′ 54″ est |                |                                                |             | Chapelle de l'hospice Saint-Michel                                               |
| Chapelle de l'Agneau-de-Dieu de Paris                                            | 12e arrondissement de Paris |         | 48° 50′ 41″ nord, 2° 22′ 39″ est |                |                                                |             | Chapelle de l'Agneau-de-Dieu de Paris                                            |
| Chapelle des Filles-de-la-Charité de Reuilly                                     | 12e arrondissement de Paris |         | 48° 50′ 43″ nord, 2° 23′ 23″ est |                |                                                |             | Chapelle des Filles-de-la-Charité de Reuilly                                     |
| Chapelle funéraire de la famille Alfred Clerval                                  | 12e arrondissement de Paris |         | à géolocaliser                   | « IA00060653 » |                                                |             | Image manquante Téléverser                                                       |
| Chapelle funéraire de la famille Delangre                                        | 12e arrondissement de Paris |         | à géolocaliser                   | « IA00060654 » |                                                |             | Image manquante Téléverser                                                       |
| Chapelle funéraire de la famille Rollet Mallet                                   | 12e arrondissement de Paris |         | à géolocaliser                   | « IA00060658 » |                                                |             | Image manquante Téléverser                                                       |
| Chapelle funéraire de la famille Mazaud                                          | 12e arrondissement de Paris |         | à géolocaliser                   | « IA00060656 » |                                                |             | Image manquante Téléverser                                                       |
| Chapelle funéraire de la famille J. Ricard                                       | 12e arrondissement de Paris |         | à géolocaliser                   | « IA00060657 » |                                                |             | Image manquante Téléverser                                                       |
| Chapelle funéraire de la famille Many                                            | 12e arrondissement de Paris |         | à géolocaliser                   | « IA00060655 » |                                                |             | Image manquante Téléverser                                                       |
| Chapelle Saint-Rémi des Quinze-Vingts                                            | 12e arrondissement de Paris |         | 48° 51′ 05″ nord, 2° 22′ 18″ est |                |                                                |             | Chapelle Saint-Rémi des Quinze-Vingts                                            |
| Chapelle Notre-Dame-de-la-Sagesse                                                | 13e arrondissement de Paris |         | 48° 50′ 09″ nord, 2° 22′ 24″ est | « EA75000009 » |                                                |             | Chapelle Notre-Dame-de-la-Sagesse                                                |
| Chapelle Saint-Louis des Gobelins                                                | 13e arrondissement de Paris |         | 48° 50′ 04″ nord, 2° 21′ 05″ est |                |                                                |             | Chapelle Saint-Louis des Gobelins                                                |
| Chapelle des Augustines du Saint-Cœur de Marie                                   | 13e arrondissement de Paris |         | 48° 51′ 04″ nord, 2° 16′ 08″ est |                |                                                |             | Chapelle des Augustines du Saint-Cœur de Marie                                   |
| Chapelle Saint-Joseph-de-Cluny                                                   | 14e arrondissement de Paris |         | 48° 50′ 06″ nord, 2° 20′ 17″ est |                |                                                |             | Chapelle Saint-Joseph-de-Cluny                                                   |
| Chapelle Sainte-Jeanne-d'Arc de Paris                                            | 14e arrondissement de Paris |         | 48° 49′ 30″ nord, 2° 20′ 21″ est |                |                                                |             | Chapelle Sainte-Jeanne-d'Arc de Paris                                            |
| Chapelle de l'hôpital Sainte-Anne                                                | 14e arrondissement de Paris |         | 48° 49′ 43″ nord, 2° 20′ 16″ est |                |                                                |             | Chapelle de l'hôpital Sainte-Anne                                                |
| Chapelle Saint-Yves de Paris                                                     | 14e arrondissement de Paris |         | 48° 49′ 32″ nord, 2° 19′ 59″ est | « PA75140002 » | Classé MH Chœur bâti hors-œuvre de la chapelle | 1996        | Chapelle Saint-Yves de Paris                                                     |
| Chapelle de l'hôpital Cochin                                                     | 14e arrondissement de Paris |         | 48° 50′ 19″ nord, 2° 20′ 25″ est |                |                                                |             | Chapelle de l'hôpital Cochin                                                     |
| Chapelle Notre-Dame-de-Bon-Secours de Paris                                      | 14e arrondissement de Paris |         | 48° 49′ 38″ nord, 2° 19′ 08″ est |                |                                                |             | Image manquante Téléverser                                                       |
| Chapelle Saint-Joseph de Paris                                                   | 14e arrondissement de Paris |         | 48° 49′ 47″ nord, 2° 18′ 42″ est |                |                                                |             | Chapelle Saint-Joseph de Paris                                                   |
| Chapelle Notre-Dame-de-la-Paix de la Fraternité des Capucins de Paris            | 14e arrondissement de Paris |         | 48° 50′ 21″ nord, 2° 19′ 59″ est |                |                                                |             | Image manquante Téléverser                                                       |
| Chapelle de Tous-les-Saints de la Maison Marie-Thérèse                           | 14e arrondissement de Paris |         | 48° 50′ 10″ nord, 2° 19′ 56″ est |                |                                                |             | Image manquante Téléverser                                                       |
| Chapelle du couvent Saint-François de 14e arrondissement de Paris                | 14e arrondissement de Paris |         | 48° 49′ 34″ nord, 2° 19′ 50″ est |                |                                                |             | Chapelle du couvent Saint-François de 14e arrondissement de Paris                |
| Chapelle du monastère de la Visitation du 14e arrondissement de Paris            | 14e arrondissement de Paris |         | 48° 50′ 19″ nord, 2° 20′ 09″ est |                |                                                |             | Chapelle du monastère de la Visitation du 14e arrondissement de Paris            |
| Chapelle Notre-Dame-de-Joye de Paris                                             | 14e arrondissement de Paris |         | 48° 50′ 12″ nord, 2° 20′ 07″ est |                |                                                |             | Image manquante Téléverser                                                       |
| Chapelle Sainte-Thérèse de l'infirmerie Marie-Thérèse                            | 14e arrondissement de Paris |         | 48° 50′ 11″ nord, 2° 20′ 00″ est |                |                                                |             | Image manquante Téléverser                                                       |
| Chapelle Saint-Paul de Paris                                                     | 14e arrondissement de Paris |         | 48° 49′ 27″ nord, 2° 19′ 21″ est |                |                                                |             | Image manquante Téléverser                                                       |
| Chapelle de l'hôpital Saint-Joseph de Paris                                      | 14e arrondissement de Paris |         | 48° 49′ 47″ nord, 2° 18′ 43″ est |                |                                                |             | Image manquante Téléverser                                                       |
| Chapelle Notre-Dame-de-Consolation du boulevard Edgar-Quinet                     | 14e arrondissement de Paris |         | 48° 50′ 23″ nord, 2° 19′ 47″ est |                |                                                |             | Chapelle Notre-Dame-de-Consolation du boulevard Edgar-Quinet                     |
| Chapelle Notre-Dame-du-Lys de Paris                                              | 15e arrondissement de Paris |         | 48° 50′ 38″ nord, 2° 18′ 31″ est |                |                                                |             | Image manquante Téléverser                                                       |
| Chapelle Saint-Bernard-de-Montparnasse                                           | 15e arrondissement de Paris |         | 48° 50′ 27″ nord, 2° 19′ 16″ est |                |                                                |             | Chapelle Saint-Bernard-de-Montparnasse                                           |
| Chapelle Notre-Dame-de-Grâce de Grenelle                                         | 15e arrondissement de Paris |         | 48° 50′ 55″ nord, 2° 17′ 29″ est |                |                                                |             | Chapelle Notre-Dame-de-Grâce de Grenelle                                         |
| Chapelle de la clinique Blomet                                                   | 15e arrondissement de Paris |         | 48° 50′ 23″ nord, 2° 17′ 46″ est |                |                                                |             | Image manquante Téléverser                                                       |
| Chapelle de l'ancien hôpital Boucicaut                                           | 15e arrondissement de Paris |         | 48° 50′ 29″ nord, 2° 17′ 03″ est |                |                                                |             | Chapelle de l'ancien hôpital Boucicaut                                           |
| Chapelle de l'École normale catholique                                           | 15e arrondissement de Paris |         | à géolocaliser                   |                |                                                |             | Chapelle de l'École normale catholique                                           |
| Chapelle Notre-Dame-du-Saint-Sacrement de Paris                                  | 16e arrondissement de Paris |         | 48° 51′ 43″ nord, 2° 16′ 47″ est |                |                                                |             | Chapelle Notre-Dame-du-Saint-Sacrement de Paris                                  |
| Chapelle Sainte-Thérèse de la Fondation d'Auteuil                                | 16e arrondissement de Paris |         | 48° 51′ 06″ nord, 2° 16′ 15″ est |                |                                                |             | Chapelle Sainte-Thérèse de la Fondation d'Auteuil                                |
| Chapelle Sainte-Bernadette de Paris                                              | 16e arrondissement de Paris |         | 48° 50′ 52″ nord, 2° 16′ 08″ est |                |                                                |             | Chapelle Sainte-Bernadette de Paris                                              |
| Chapelle Marie-Réparatrice de Paris                                              | 16e arrondissement de Paris |         | 48° 50′ 45″ nord, 2° 15′ 45″ est |                |                                                |             | Chapelle Marie-Réparatrice de Paris                                              |
| Chapelle des Petites Sœurs des Pauvres de 16e arrondissement de Paris            | 16e arrondissement de Paris |         | 48° 50′ 29″ nord, 2° 15′ 25″ est |                |                                                |             | Image manquante Téléverser                                                       |
| Chapelle du lycée Gerson                                                         | 16e arrondissement de Paris |         | 48° 51′ 39″ nord, 2° 16′ 30″ est |                |                                                |             | Chapelle du lycée Gerson                                                         |
| Chapelle du lycée Janson-de-Sailly                                               | 16e arrondissement de Paris |         | 48° 51′ 53″ nord, 2° 16′ 51″ est |                |                                                |             | Chapelle du lycée Janson-de-Sailly                                               |
| Chapelle Sainte-Marie de l'hôpital Chardon-Lagache                               | 16e arrondissement de Paris |         | 48° 50′ 47″ nord, 2° 16′ 09″ est |                |                                                |             | Chapelle Sainte-Marie de l'hôpital Chardon-Lagache                               |
| Chapelle Sainte-Geneviève d'Auteuil                                              | 16e arrondissement de Paris |         | 48° 50′ 30″ nord, 2° 15′ 41″ est |                |                                                |             | Chapelle Sainte-Geneviève d'Auteuil                                              |
| Chapelle gréco-catholique roumaine Saint-Georges de Paris 16e                    | 16e arrondissement de Paris |         | 48° 51′ 07″ nord, 2° 16′ 09″ est |                |                                                |             | Chapelle gréco-catholique roumaine Saint-Georges de Paris 16e                    |
| Chapelle de la maison mère des religieuses de l'Assomption de Paris              | 16e arrondissement de Paris |         | 48° 51′ 11″ nord, 2° 16′ 26″ est |                |                                                |             | Chapelle de la maison mère des religieuses de l'Assomption de Paris              |
| Chapelle Saint-Martin-de-Porrès                                                  | 17e arrondissement de Paris |         | 48° 53′ 13″ nord, 2° 17′ 13″ est |                |                                                |             | Chapelle Saint-Martin-de-Porrès                                                  |
| Chapelle Albert Miquel                                                           | 17e arrondissement de Paris |         | à géolocaliser                   |                |                                                |             | Chapelle Albert Miquel                                                           |
| Chapelle Georgemé                                                                | 17e arrondissement de Paris |         | à géolocaliser                   |                |                                                |             | Chapelle Georgemé                                                                |
| Chapelle Hartmanshenn                                                            | 17e arrondissement de Paris |         | à géolocaliser                   |                |                                                |             | Chapelle Hartmanshenn                                                            |
| Chapelle Notre-Dame-de-la-Confiance de Paris                                     | 17e arrondissement de Paris |         | 48° 53′ 25″ nord, 2° 18′ 19″ est |                |                                                |             | Chapelle Notre-Dame-de-la-Confiance de Paris                                     |
| Chapelle de l'hôpital Bichat de Paris                                            | 18e arrondissement de Paris |         | 48° 53′ 54″ nord, 2° 20′ 01″ est |                |                                                |             | Image manquante Téléverser                                                       |
| Chapelle des Quatre-Évangélistes de Paris                                        | 18e arrondissement de Paris |         | 48° 53′ 44″ nord, 2° 21′ 48″ est |                |                                                |             | Image manquante Téléverser                                                       |
| Chapelle Saint-Bruno de Paris                                                    | 18e arrondissement de Paris |         | 48° 53′ 09″ nord, 2° 21′ 19″ est |                |                                                |             | Image manquante Téléverser                                                       |
| Chapelle Gérin-Gastaldi                                                          | 18e arrondissement de Paris |         | à géolocaliser                   |                |                                                |             | Chapelle Gérin-Gastaldi                                                          |
| Chapelle Charrière-Chevallier                                                    | 18e arrondissement de Paris |         | à géolocaliser                   |                |                                                |             | Chapelle Charrière-Chevallier                                                    |
| Chapelle Goffinon-Delafon                                                        | 18e arrondissement de Paris |         | à géolocaliser                   |                |                                                |             | Chapelle Goffinon-Delafon                                                        |
| Chapelle Saint-Maurice de Paris                                                  | 18e arrondissement de Paris |         | 48° 53′ 36″ nord, 2° 21′ 47″ est |                |                                                |             | Chapelle Saint-Maurice de Paris                                                  |
| Chapelle du Bas-Belleville                                                       | 19e arrondissement de Paris |         | 48° 52′ 23″ nord, 2° 22′ 46″ est |                |                                                |             | Image manquante Téléverser                                                       |
| Chapelle Saint-Éloi de Paris                                                     | 1er arrondissement de Paris |         | 48° 51′ 31″ nord, 2° 20′ 43″ est | « PA00085928 » | Inscrit MH                                     | 1974        | Chapelle Saint-Éloi de Paris                                                     |
| Chapelle du conseil d'État                                                       | 1er arrondissement de Paris |         | 48° 51′ 48″ nord, 2° 20′ 11″ est |                |                                                |             | Chapelle du conseil d'État                                                       |
| Chapelle du Père-Lachaise                                                        | 20e arrondissement de Paris |         | 48° 51′ 40″ nord, 2° 23′ 34″ est |                |                                                |             | Chapelle du Père-Lachaise                                                        |
| Chapelle Saint-Charles de la Croix-Saint-Simon                                   | 20e arrondissement de Paris |         | 48° 51′ 15″ nord, 2° 24′ 28″ est |                |                                                |             | Chapelle Saint-Charles de la Croix-Saint-Simon                                   |
| Chapelle Saint-Louis de l'hôpital Tenon                                          | 20e arrondissement de Paris |         | 48° 51′ 58″ nord, 2° 24′ 08″ est |                |                                                |             | Image manquante Téléverser                                                       |
| Chapelle Odier-Puerari                                                           | 20e arrondissement de Paris |         | à géolocaliser                   |                |                                                |             | Chapelle Odier-Puerari                                                           |
| Chapelle funéraire Payelle                                                       | 20e arrondissement de Paris |         | 48° 51′ 34″ nord, 2° 23′ 35″ est |                |                                                |             | Chapelle funéraire Payelle                                                       |
| Chapelle Saint-Julien-des-Enfants-Rouges                                         | 3e arrondissement de Paris  |         | 48° 51′ 48″ nord, 2° 21′ 39″ est | « PA00086106 » | Inscrit MH                                     | 1925        | Chapelle Saint-Julien-des-Enfants-Rouges                                         |
| Chapelle Saint-Aignan de Paris                                                   | 4e arrondissement de Paris  |         | 48° 51′ 16″ nord, 2° 21′ 01″ est | « PA00086251 » | Classé MH ; Classé MH                          | 1966 ; 1995 | Chapelle Saint-Aignan de Paris                                                   |
| Chapelle dorée de l'église Saint-Gervais-Saint-Protais de Paris                  | 4e arrondissement de Paris  |         | 48° 51′ 20″ nord, 2° 21′ 16″ est |                |                                                |             | Chapelle dorée de l'église Saint-Gervais-Saint-Protais de Paris                  |
| Chapelle de l'Hôtel-Dieu de Paris                                                | 4e arrondissement de Paris  |         | 48° 51′ 18″ nord, 2° 20′ 57″ est |                |                                                |             | Chapelle de l'Hôtel-Dieu de Paris                                                |
| Chapelle de l'hôpital militaire du Val-de-Grâce                                  | 5e arrondissement de Paris  |         | 48° 50′ 28″ nord, 2° 20′ 31″ est |                |                                                |             | Image manquante Téléverser                                                       |
| Chapelle de l'hôtel de Cluny                                                     | 5e arrondissement de Paris  |         | 48° 51′ 02″ nord, 2° 20′ 38″ est |                |                                                |             | Chapelle de l'hôtel de Cluny                                                     |
| Chapelle de l'ancien collège de Presles                                          | 5e arrondissement de Paris  |         | 48° 50′ 57″ nord, 2° 20′ 51″ est |                |                                                |             | Chapelle de l'ancien collège de Presles                                          |
| Chapelle de la Congrégation du Saint-Esprit de Paris                             | 5e arrondissement de Paris  |         | 48° 50′ 35″ nord, 2° 20′ 49″ est |                |                                                |             | Chapelle de la Congrégation du Saint-Esprit de Paris                             |
| Chapelle Notre-Dame-Joie-des-Affligés-et-Sainte-Geneviève                        | 5e arrondissement de Paris  |         | 48° 50′ 53″ nord, 2° 21′ 06″ est |                |                                                |             | Image manquante Téléverser                                                       |
| Chapelle Saint-Vincent-de-Paul de Paris                                          | 6e arrondissement de Paris  |         | 48° 50′ 56″ nord, 2° 19′ 18″ est |                |                                                |             | Chapelle Saint-Vincent-de-Paul de Paris                                          |
| Chapelle Notre-Dame-des-Anges de Paris                                           | 6e arrondissement de Paris  |         | 48° 50′ 46″ nord, 2° 19′ 25″ est | « PA00088498 » | Inscrit MH                                     | 1984        | Chapelle Notre-Dame-des-Anges de Paris                                           |
| Chapelle des Sœurs auxiliatrices                                                 | 6e arrondissement de Paris  |         | 48° 50′ 48″ nord, 2° 19′ 12″ est |                |                                                |             | Chapelle des Sœurs auxiliatrices                                                 |
| Chapelle des Petits-Augustins                                                    | 6e arrondissement de Paris  |         | 48° 51′ 24″ nord, 2° 20′ 04″ est |                |                                                |             | Chapelle des Petits-Augustins                                                    |
| Chapelle du monastère de la Visitation du 6e arrondissement de Paris             | 6e arrondissement de Paris  |         | 48° 50′ 45″ nord, 2° 19′ 20″ est |                |                                                |             | Image manquante Téléverser                                                       |
| Chapelle du Petit Luxembourg                                                     | 6e arrondissement de Paris  |         | 48° 50′ 56″ nord, 2° 20′ 06″ est |                |                                                |             | Chapelle du Petit Luxembourg                                                     |
| Chapelle de Jésus-Enfant                                                         | 7e arrondissement de Paris  |         | 48° 51′ 32″ nord, 2° 19′ 06″ est | « PA00088679 » | Inscrit MH                                     | 1979        | Chapelle de Jésus-Enfant                                                         |
| Chapelle Notre-Dame-de-la-Médaille-miraculeuse                                   | 7e arrondissement de Paris  |         | 48° 51′ 03″ nord, 2° 19′ 23″ est | « PA00088789 » | Inscrit MH                                     | 1976        | Chapelle Notre-Dame-de-la-Médaille-miraculeuse                                   |
| Chapelle Notre-Dame-du-Bon-Conseil de Paris                                      | 7e arrondissement de Paris  |         | 48° 50′ 56″ nord, 2° 18′ 28″ est | « EA75000001 » |                                                |             | Image manquante Téléverser                                                       |
| Chapelle de l'Épiphanie                                                          | 7e arrondissement de Paris  |         | 48° 51′ 08″ nord, 2° 19′ 21″ est | « EA75000001 » |                                                |             | Chapelle de l'Épiphanie                                                          |
| Chapelle de l'hôpital Laennec                                                    | 7e arrondissement de Paris  |         | 48° 51′ 00″ nord, 2° 19′ 18″ est | « PA00088690 » | Classé MH                                      | 1977        | Chapelle de l'hôpital Laennec                                                    |
| Chapelle de la congrégation des Dames du Sacré-Cœur de Paris                     | 7e arrondissement de Paris  |         | à géolocaliser                   |                |                                                |             | Image manquante Téléverser                                                       |
| Chapelle des Filles-de-la-Charité-de-Saint-Vincent-de-Paul de Paris              | 7e arrondissement de Paris  |         | à géolocaliser                   |                |                                                |             | Image manquante Téléverser                                                       |
| Chapelle du musée Rodin                                                          | 7e arrondissement de Paris  |         | 48° 51′ 21″ nord, 2° 18′ 56″ est |                |                                                |             | Chapelle du musée Rodin                                                          |
| Chapelle des bénédictines de la rue Monsieur                                     | 7e arrondissement de Paris  |         | à géolocaliser                   |                |                                                |             | Chapelle des bénédictines de la rue Monsieur                                     |
| Chapelle Saint-Vincent-de-Paul de la maison provinciale des Filles de la charité | 7e arrondissement de Paris  |         | 48° 51′ 32″ nord, 2° 18′ 20″ est |                |                                                |             | Chapelle Saint-Vincent-de-Paul de la maison provinciale des Filles de la charité |
| Chapelle expiatoire                                                              | 8e arrondissement de Paris  |         | 48° 52′ 25″ nord, 2° 19′ 22″ est | « PA00088809 » | Classé MH                                      | 1914        | Chapelle expiatoire                                                              |
| Chapelle Notre-Dame-de-Consolation de Paris                                      | 8e arrondissement de Paris  |         | 48° 51′ 56″ nord, 2° 18′ 22″ est | « PA00088810 » | Classé MH                                      | 1982        | Chapelle Notre-Dame-de-Consolation de Paris                                      |
| Chapelle Sainte-Rita de Paris                                                    | 9e arrondissement de Paris  |         | 48° 53′ 02″ nord, 2° 19′ 54″ est |                |                                                |             | Chapelle Sainte-Rita de Paris                                                    |
| Chapelle Taitbout                                                                | 9e arrondissement de Paris  |         | 48° 52′ 27″ nord, 2° 20′ 08″ est |                |                                                |             | Chapelle Taitbout                                                                |
| Chapelle Sainte-Anne de Paris                                                    | 9e arrondissement de Paris  |         | 48° 52′ 35″ nord, 2° 20′ 54″ est |                |                                                |             | Image manquante Téléverser                                                       |
| Chapelle Saint-Christophe de Paris                                               | Paris                       |         | 48° 51′ 11″ nord, 2° 20′ 59″ est |                |                                                |             | Chapelle Saint-Christophe de Paris                                               |
| Chapelle du collège des Quatre-Nations                                           | Paris                       |         | 48° 51′ 26″ nord, 2° 20′ 12″ est |                |                                                |             | Chapelle du collège des Quatre-Nations                                           |
| Chapelle Saint-Louis de l'École militaire                                        | Paris                       |         | 48° 51′ 10″ nord, 2° 18′ 13″ est |                |                                                |             | Chapelle Saint-Louis de l'École militaire                                        |
| Chapelle Saint-Michel du Palais                                                  | Paris                       |         | 48° 51′ 25″ nord, 2° 20′ 28″ est |                |                                                |             | Chapelle Saint-Michel du Palais                                                  |
| Chapelle du mastaba d'Akhethétep                                                 | Paris                       |         | 48° 51′ 35″ nord, 2° 20′ 18″ est |                |                                                |             | Chapelle du mastaba d'Akhethétep                                                 |
| Chapelle Saint-Jean-Porte-latine de Paris                                        | Paris                       |         | 48° 52′ 34″ nord, 2° 20′ 25″ est |                |                                                |             | Chapelle Saint-Jean-Porte-latine de Paris                                        |
| Chapelle des Martyrs de Paris                                                    | Paris                       |         | 48° 53′ 02″ nord, 2° 20′ 25″ est |                |                                                |             | Chapelle des Martyrs de Paris                                                    |
| Chapelle Potocka                                                                 | Paris                       |         | à géolocaliser                   |                |                                                |             | Chapelle Potocka                                                                 |
| Chapelle de la Trinité de Paris                                                  | Paris                       |         | 48° 50′ 16″ nord, 2° 20′ 08″ est |                |                                                |             | Chapelle de la Trinité de Paris                                                  |
| Chapelle Fournier                                                                | Paris                       |         | à géolocaliser                   |                |                                                |             | Chapelle Fournier                                                                |
| Chapelle des Frères hospitaliers de Saint-Jean-de-Dieu de Paris                  | Paris                       |         | 48° 50′ 22″ nord, 2° 17′ 39″ est |                |                                                |             | Chapelle des Frères hospitaliers de Saint-Jean-de-Dieu de Paris                  |
| Chapelle Saint-Sacrement du Val-de-Grâce                                         | Paris                       |         | 48° 50′ 26″ nord, 2° 20′ 32″ est |                |                                                |             | Chapelle Saint-Sacrement du Val-de-Grâce                                         |
| Chapelle Grancher                                                                | Paris                       |         | à géolocaliser                   |                |                                                |             | Chapelle Grancher                                                                |
| Chapelle des Âmes-du-Purgatoire de l'église Sainte-Marguerite de Paris           | Paris                       |         | à géolocaliser                   |                |                                                |             | Chapelle des Âmes-du-Purgatoire de l'église Sainte-Marguerite de Paris           |
| Chapelle Mocquard                                                                | Paris                       |         | à géolocaliser                   |                |                                                |             | Chapelle Mocquard                                                                |
| Chapelle expiatoire du duc de Berry                                              | Paris                       |         | 48° 52′ 05″ nord, 2° 20′ 16″ est |                |                                                |             | Chapelle expiatoire du duc de Berry                                              |
| Ancienne Chapelle Saint-Yves de Paris                                            | Paris                       |         | 48° 51′ 03″ nord, 2° 20′ 44″ est |                |                                                |             | Ancienne Chapelle Saint-Yves de Paris                                            |
| Chapelle Saint-Irénée de Paris                                                   | Paris                       |         | à géolocaliser                   |                |                                                |             | Image manquante Téléverser                                                       |
| Chapelle du Palais des Tuileries                                                 | Paris                       |         | à géolocaliser                   |                |                                                |             | Image manquante Téléverser                                                       |
| Sainte-Chapelle de Paris                                                         | 1er arrondissement de Paris |         | 48° 51′ 19″ nord, 2° 20′ 42″ est | « PA00086001 » | Classé MH                                      | 1862        | Sainte-Chapelle de Paris                                                         |
| Chapelle Saint-Louis de la Salpêtrière                                           | 13e arrondissement de Paris |         | 48° 50′ 20″ nord, 2° 21′ 51″ est |                |                                                |             | Chapelle Saint-Louis de la Salpêtrière                                           |
| Chapelle Sainte-Ursule de la Sorbonne                                            | 5e arrondissement de Paris  |         | 48° 50′ 54″ nord, 2° 20′ 35″ est | « PA00088485 » | Classé MH                                      | 1887        | Chapelle Sainte-Ursule de la Sorbonne                                            |

## Pour approfondir